# Ulakanthura marlee
Ulakanthura marlee är en kräftdjursart som beskrevs av Gary C.B. Poore 1981. Ulakanthura marlee ingår i släktet Ulakanthura och familjen Leptanthuridae. Inga underarter finns listade i Catalogue of Life.